# Tiền lương (Cộng hòa xã hội chủ nghĩa Việt Nam)
Tiền lương tại nước Cộng hòa xã hội chủ nghĩa Việt Nam là giá cả sức lao động, được hình thành qua sự thoả thuận giữa người sử dụng lao động và người lao động phù hợp với quan hệ cung cầu về sức lao động trên thị trường quyết định và được trả cho năng suất lao động, chất lượng và hiệu quả công việc.
Ngoài ra tiền lương còn là một khái niệm động, chịu sự thúc ép của nhiều yếu tố, bởi vậy nó cần được xem xét, đổi mới cho phù hợp vớl sự phát triển kinh tế - xã hội của đất nước qua từng thời kỳ. Tại Việt Nam, mặc dù số người được hưởng lương từ ngân sách nhà nước chiếm một tỷ trọng tương đối nhỏ (chỉ chiếm khoảng 10% tổng lực lượng lao động trong cả nước), song đó lại là lực lượng nắm giữ bộ máy công quyền, hoặc nắm giữ khu vực kinh tế nhà nước - thành phần kinh tế chủ đạo của tổng thể nền kinh tế quốc dân. Do đó, các vấn đề về tiền lương của lực lượng này đóng một vai trò hềt sức quan trọng.

## Lịch sử

### Giai đoạn 1993-2003
Từ năm 1993, đổi mới nền kinh tế từ tập trung, bao cấp sang kinh tế thị trường, Nghị quyết Đại hội Đảng lần thứ VII đã đưa ra quan điểm, chủ trương mới về tiền công tiền lương, đó là cải cách chính sách tiền công và tiền lương theo nguyên tắc: tiền công và tiền lương phải dựa trên số lượng và chất lượng lao động, bảo đảm tái sản xuất sức lao động; tiền tệ hóa tiền lương, xoá bỏ chế độ bao cấp ngoài lương dưới hình thức hiện vật; thưc hiện môí tương quan hợp lý về tiền lương và thu nhập của các bộ phận lao động xã hội. Chính sách tiền lương năm 1993 là cuộc cải cách toàn điện do đã có sự thay đổi cơ bản nhận thức về vai trò của tiền lương và trợ cấp xã hội. Lần đầu tiên thừa nhận sức lao động là hàng hóa và tiền lương chính là giá cả sức lao động. Cuộc cải cách này đã có một bước tiến quan trọng trong việc tách bảo hiểm xã hội ra khỏi quỹ tiền lương và tách đối tượng trả lương ra làm 2 khu vực có nguồn trả lương khác nhau. Khu vực hành chính sự nghiệp, lực lượng vũ trang, dân cử, bầu cử có nguồn trả từ ngân sách nhà nước và khu vực sản xuất kinh doanh có nguồn trả lương từ kết quả hoạt động sản xuất kinh doanh của doanh nghiệp.
Để khắc phục đần tình trạng tiền lương không đáp ứng nhu cầu tiêu đùng tối thiểu thực tế của người lao động do sự leo thang giá cả hàng hóa và dịch vụ trên thị trường, Chính phủ đã liên tiếp tiến hành 5 lần điều chỉnh tăng mức tiền lương tối thiểu. Cụ thể
- Ngày 01 tháng 4 năm 1993 theo quy định của Nghị định 251/CP thì mức lương tối thiểu là 120.000 đồng/tháng/người
- Ngày 21 tháng 1 năm 1997 Chính phủ đã ban hành Nghị định 06/CP bù trượt giá 20% bằng cách tăng lương tối thiểu lên 144.000 đồng/tháng/người
- Ngày 15/12/1999 Chính phủ ban hành tiếp Nghị định số 175/1999Đ/N-CP điều chỉnh mức lương tối thiểu tăng lên 25% (tức là 180.000 đồng/tháng/người)
- Ngày 15/12/2000 mức tiền lương tối thiểu lại được điều chỉnh lên 2l0.000 đồng/tháng/người theo quy định của Nghị định 77/2000/NĐ-CP (tức tăng l6,7% so với năm 2000)
- Ngày 15/01/2003 mức lương tối thiểu quy định là 290.000 đồng/tháng/người (theo Nghị định số 03/2003/NĐ-CP ngày 15-1- 2003).

### Giai đoạn 2003-2018
Thực hiện Quyết định 128 QĐ/TƯ ngày 14/12/2004 của Ban Bí thư Trung ương về chế độ tiền lương đối với cán bộ, công chức, viên chức cơ quan Đảng, Mặt trận và các Đoàn thể và Nghị quyết 7301/NQ- UBTVQH ngày 30/9/2004 của Ủy ban thường vụ Quốc hội phê chuẩn bảng lương chức vụ và bảng phụ cấp chức vụ đối với cán bộ lãnh đạo của Nhà nước, bảng lương chuyên môn, nghiệp vụ của Toà án, ngành Kiểm sát; ngày 14/12/2004, Chính phủ đã đồng thời ban hành 6 Nghị định về chế độ tiền lương và trợ cấp bảo hiểm xã hội và ngày 05/01/2005 Bộ Lao động, Thương binh và Xã hội đã ban hành 11 Thông tư hướng đẫn thực hiện chế độ tiền lương mới đối với người lao động và lãnh đạo trong các doanh nghiệp nhà nước, lương hưu và chế độ bảo hiểm xã hội.
Những nét đổi mới cơ bản về chính sách tiền lương thông qua hàng loạt các văn bản ban hành là:
- Điều chỉnh thang, bảng lương (chủ yếu là thu gọn thang, bảng lương và dãn khoảng cách giữa các bậc lương) giúp cải thiện tiền lương cho số đông những người hưởng lương
- Điều chỉnh tăng lương hưu giải quyết bất hợp lý về lương hưu glữa các thời kỳ và phù hợp tương quan với hệ thống thang, bảng lương mới
- Điều chỉnh mức trợ cấp đối với người có công tương ứng với mức sống trung bình của xã hội
- Thực hiện thêm một số chế độ phụ cấp mới (như: phụ cấp thâm niên vượt khung, phụ cấp kiêm nhiệm chức vụ lãnh đạo, phụ cấp trách nhiệm theo nghề hoặc công việc, phụ cấp quân binh chủng đặc biệt
- Tiếp tục giao quyền tự chủ về quản lý tiền lương, thu nhập trong khu vực hành chính - sự nghiệp (chủ yếu mở rộng ulực hlện khoán biên chế, kinh phí quản lý hành chính đối với cơ quan hành chính và thực hiện tự chủ tài chính đối với các đơn vị sự nghiệp, thực hiện phân cấp gắn với thẩm quyền và trách nhiệm của người đứng đầu đơn vị trong việc xếp và nâng bậc lương).

Hệ thống thang bảng lương trong doanh nghiệp đã giảm bớt tính bình quân bằng cách mở rộng khoảng cách tiền lương tối thiểu - trung bình (tất nghiệp đại học qua tập sự) - tối đa (chuyên gia cao cấp) từ 1 - 1,78 - 8,5 (năm 1993) và lên 1 - 2,34 - 10 (tháng 10/2004). Với hệ thống thang, bảng lương mới này, chỉ có nhân viên phục vụ người lao động làm công việc giản đơn nhất trong điều kiện làm việc bình thường thì mức lương được giữ nguyên bằng 1,0 (bằng mức lương tối thiểu là 290.000 đồng/tháng). Còn các mức lương mới khác từ tất nghiệp đại học trở lên đến chuyên gia cao cấp nghệ nhân đều tăng. Cụ thể, người vừa tất nghiệp đại học sẽ có hệ số chênh lệch là 1,34 so với lao động giản đơn và mức lương sẽ tăng trung bình 31,5% so với mức lương hiện hưởng trước ngày 01/10/2004 (hay mức lương trung bình sẽ tăng từ 516.200 đồng lên 678.600 đồng/tháng/người.). Tương tự, mức lương tối đa của chuyên gia cao cấp bậc 3 cũng sẽ tăng 17,6% từ 8,5 xếp lên 10.
Ngoài ra, chính sách tiền lương ban hành có tác dụng khuyến khích công chức, viên chức yên tâm làm việc, phát triển chuyên môn, nghiệp vụ; bởi vì theo quy định cán bộ, công chức có trình độ cao và thực sự là chuyên gia đầu ngành trong các lĩnh vực được xem xét xếp lương vào bảng lương chuyên gia cao cấp. Đây là bảng lương đặc biệt áp dụng chung tất cả các lĩnh vực: chính trị, kinh tế, văn hóa, xã hội, . .. có hệ số bậc cuối cao hơn so với hệ số lương của Bộ trưởng nhiệm kỳ đầu. Bên cạnh đó, công chức, viên chức chuyên môn làm việc giỏi, có tài cũng được nâng bậc, thi nâng ngạch sớm trước thời hạn. Ngoài ra, tuỳ theo nguồn thu, năng suất lao động, chất lượng, hiệu quả lao động của từng người, cơ quan, đơn vị được quyền ban hành quy chế trả lương và thu nhập cao cho người có chuyên môn, nghiệp vụ giỏi. Việc trả lương cụ thể đối với từng người có thể cao hơn mức lương được xếp theo thang bảng lương. Các quy định về chế độ phụ cấp hiện nay đã tính đến yêu cầu bù đắp, khuyến khích, thu hút người lao động làm việc ở những ngành, nghề và địa bàn công tác khác nhau, do đó đã có tác dụng tích cực giúp người lao động ổn định lao động ở những ngành, nghề, công việc nặng nhọc, độc hại, miền núi, vùng sâu, vùng xa, đặc biệt là chế độ phụ cấp ưu đãi giáo viên đã được cải thiện rõ rệt. Ngoài 8 loại phụ cấp được quy định khi tiến hành cải cách tiền lương năm 1993, theo chế độ tiền lương mới gần đây (tháng 10/2004), còn thêm một số chế độ phụ cấp như: phụ cấp thâm niên vượt khung; phụ cấp kiêm nhiệm chức danh lãnh đạo; phụ cấp trách nhiệm theo nghề hoặc công việc; phụ cấp quân binh chủng đặc bỉệt; phụ cấp lương trong các công ty nhà nước.

## Cải cách tiền lương

### Cải cách tiền lương năm 2018
Ban Chấp hành Trung ương Đảng Cộng sản Việt Nam đã ban hành Nghị quyết 27-NQ/TW vào ngày 21 tháng 5 năm 2018 về cải cách chính sách tiền lương đối với cán bộ, công chức, viên chức, lực lượng vũ trang và người lao động trong doanh nghiệp. Theo đó sẽ rút gọn từ 07 bảng lương như hiện nay chỉ còn có 05 bảng lương đồng thời gắn với việc tinh giản biên chếː
1. Bảng lương chức vụ áp dụng đối với cán bộ, công chức, viên chức giữ chức vụ lãnh đạo (bầu cử và bổ nhiệm) trong hệ thống chính trị từ Trung ương đến cấp xã.
2. Bảng lương chuyên môn, nghiệp vụ theo ngạch công chức và chức danh nghề nghiệp viên chức áp dụng chung đối với công chức, viên chức không giữ chức danh lãnh đạo.
3. Bảng lương sĩ quan quân đội, sĩ quan, hạ sĩ quan nghiệp vụ công an (theo chức vụ, chức danh và cấp bậc quân hàm hoặc cấp hàm).
4. Bảng lương quân nhân chuyên nghiệp, chuyên môn kỹ thuật công an.
5. Bảng lương công nhân quốc phòng, công nhân công an.

Dưới đây là một dự thảo của Bảng lương sĩ quan quân đội giữ chức vụ lãnh đạo sau cải cách tiền luơng